# مطار داليان جينتشووان الدولي
مطار داليان جينتشووان الدولي (إياتا: DLC، إيكاو: ZYTL) هو مطار جديد يبنى في مدينة داليان في مقاطعة لياونينغ، شمال شرق الصين. بعد افتتاحه، سيصبح المطار الرئيسي للمدينة مكان مطار داليان تشوشويزي الدولي الحالي. المطار يبنى على مساحة 21 كيلومتر مربع (8.1 ميل مربع) من الأراضي المستصلحة قبالة ساحل داليان. من المتوقع افتتاحه في عام 2026، ومن المقرر أن يصبح أكبر مطار بحري في العالم.

## الخلفية
يخدم داليان حاليا مطار داليان تشوشويزي الدولي والذي يستخدم للرحلات الجوية العسكرية والتجارية منذ عام 1924 عندما كانت داليان تابعة لليابان. ومع ارتفاع الحركة الجوية ووسع المطار أربع مرات، في أعوام 1992 و1993 و2005 و2011، وخدم أكثر من 13 مليون مسافر في عام 2012، ليحتل المرتبة 15 في الصين. بسبب التوسع السريع لمدينة داليان، أصبح المطار الآن محاطًا بمنطقة حضرية جعلت من المستحيل توسيعه. ونتيجة لذلك، أطلقت السلطات مشروع مطار جينتشوان ووضع في الخطة الخمسية الوطنية الثانية عشرة في عام 2011.

## البناء
بدأ بناء المطار في أبريل 2011 ولم يعلن عنه رسميًا إلا في عام 2012. يبنى على مساحة 21 كيلومترًا مربعًا (8.1 ميل مربع) من الأراضي المستصلحة في خليج جينتشو قبالة ساحل داليان، ومن المقرر أن يصبح أكبر مطار بحري في العالم. [2] سيصبح أول مطار في الصين يبنى على جزيرة صناعية. صمم المطار للتعامل مع طائرة إيرباص إيه 380 أكبر طائرة ركاب، ومن المتوقع أن تبلغ تكلفة بنائه 26.3 مليار يوان (4.3 مليار دولار أمريكي).
ذكرت وسائل الإعلام الصينية في عام 2014 أن المطار لم يحصل على الموافقة اللازمة من الحكومة الوطنية، على الرغم من أن البناء قد بدأ بالفعل قبل ثلاث سنوات من الإعلان. وانتقد بعض الخبراء تكلفتها، محذرين من أن تكلفة بناء وصيانة مدارج الطائرات على الأراضي المستصلحة يمكن أن تكون أكثر 20 مرة من تكلفة المطارات البرية.
دخل المشروع رسميًا مرحلة المراجعة الوطنية في مارس 2021، ومن المتوقع أن يفتتح المطار في عام 2026. متأخرا عن الموعد الأصلي في عام 2018.

## المرافق
يبنى المطار على مرحلتين. تشتمل المرحلة الأولى مبنى ركاب مساحته 400,000 متر مربع (4,300,000 قدم مربع) ومدرجين، وهو مصممة للتعامل مع 31 مليون مسافر و650,000 طن من البضائع سنويًا. سيبنى مدرجين آخرين في المرحلة الثانية (الفئة 4F)، وبمجرد الانتهاء منه، سيكون لدى المطار القدرة على التعامل مع 70 مليون مسافر سنويًا، بالإضافة إلى مليون طن من البضائع كل عام.